# Вуковица
Вуко́вица (названа по имени создателя, Ву́ка Стефановича Караджича), или сербская кириллица, которую в Сербии, Черногории и в Боснии и Герцеговине называют просто «азбука» — кириллический алфавит для сербскохорватского языка, созданный в начале XIX века и с тех пор не менявшийся. 
Используется преимущественно в Сербии, Черногории и, реже, в Боснии и Герцеговине. Вместе с вуковицей в Сербии и Черногории используется латинский алфавит «гаевица» (см. в правой колонке), являющийся также хорватским алфавитом.

## Состав
По сравнению с русским алфавитом, в вуковице отсутствуют буквы Ёё, Йй, Щщ, Ъъ, Ыы, Ьь, Ээ, Юю, Яя, но используются 6 других букв: Јј, Ћћ, Ђђ, Њњ, Љљ и Џџ. Каждая буква — по крайней мере, фонематически — обозначает ровно один звук.
| А а | Б б | В в | Г г | Д д | Ђ ђ | Е е |
| Ж ж | З з | И и | Ј ј | К к | Л л | Љ љ |
| М м | Н н | Њ њ | О о | П п | Р р | С с |
| Т т | Ћ ћ | У у | Ф ф | Х х | Ц ц | Ч ч |
| Џ џ | Ш ш |     |     |     |     |     |

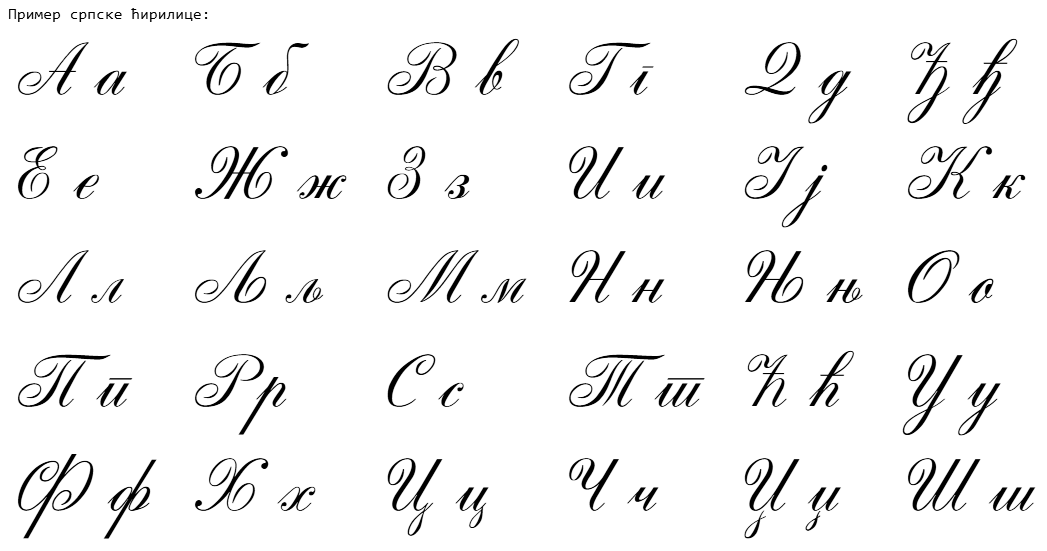
Скоропись

Начертание некоторых сербских (и македонских) букв в курсиве и в рукописных шрифтах отличается от привычного русского. Прежде всего, это относится к курсивным и рукописным строчным п, т, иногда также б, г, д, и к рукописным прописным Б, Д, Н. В большинстве распространённых компьютерных систем поддержка особых сербских начертаний отсутствует или затруднена.
Современный сербский алфавит состоит из 30 букв:

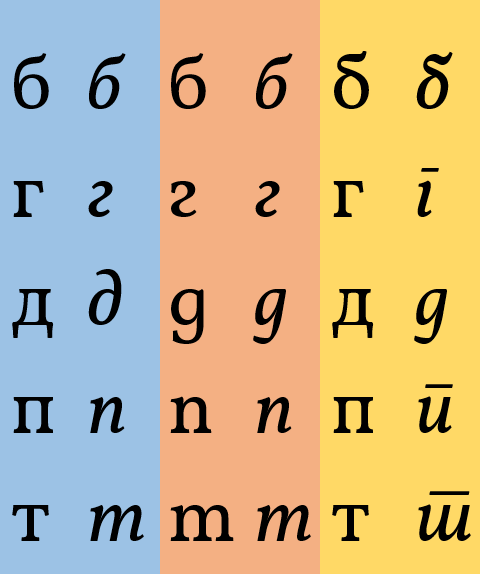
Русский курсив (слева), болгарский курсив (посередине) и сербский курсив (справа)

| Буква | Звук | Русская практическая транскрипция | Гаевица |
| ----- | ---- | --- | ------- |
| А а   | [a]  | а (ђа → джя, ља → ля, ња → ня, ја → [ь]я)                                                                                                 | A a     |
| Б б   | [b]  | б | B b     |
| В в   | [v]  | в | V v     |
| Г г   | [g]  | г | G g     |
| Д д   | [d]  | д | D d     |
| Ђ ђ   | [ʥ]  | джь (ђа → джя, ђе → дже, ђи → джи, ђо → джё, ђу → джю)                                                                                    | Đ đ     |
| Е е   | [e]  | э (в начале слова и после гласных), е (после согласных)                                                                                   | E e     |
| Ж ж   | [ʒ]  | ж | Ž ž     |
| З з   | [z]  | з | Z z     |
| И и   | [i]  | и | I i     |
| Ј ј   | [j]  | й (в начале слова и после гласных: ја → я, је → е, ји → и, јо → йо, ју → ю; после согласных: ја → ья, је → ье, ји → ьи, јо → ьо, ју → ью) | J j     |
| К к   | [k]  | к | K k     |
| Л л   | [l]  | л | L l     |
| Љ љ   | [ʎ]  | ль (ља → ля, ље → ле, љи → ли, љо → лё, љу → лю)                                                                                          | Lj lj   |
| М м   | [m]  | м | M m     |
| Н н   | [n]  | н | N n     |
| Њ њ   | [ɲ]  | нь (ња → ня, ње → не, њи → ни, њо → нё, њу → ню)                                                                                          | Nj nj   |
| О о   | [o]  | о (ђо → джё, љо → лё, њо → нё, јо → йо в начале слова и после гласных, ьо после согласных)                                                | O o     |
| П п   | [p]  | п | P p     |
| Р р   | [r]  | р (всегда, в том числе и слогообразующее)                                                                                                 | R r     |
| С с   | [s]  | с | S s     |
| Т т   | [t]  | т | T t     |
| Ћ ћ   | [ʨ]  | ч (ћ произносится мягче, чем ч) | Ć ć     |
| У у   | [u]  | у (ђу → джю, љу → лю, њу → ню, ју → [ь]ю)                                                                                                 | U u     |
| Ф ф   | [f]  | ф (после букв А, Е, И читается как В) | F f     |
| Х х   | [x]  | х | H h     |
| Ц ц   | [ʦ]  | ц | C c     |
| Ч ч   | [ʧ]  | ч (ч произносится твёрже, чем ћ) | Č č     |
| Џ џ   | [ʤ]  | дж | Dž dž   |
| Ш ш   | [ʃ]  | ш | Š š     |

## Транскрипция
Русская транскрипция дана по справочнику «Иностранные имена и названия в русском тексте» Р. С. Гиляревского и Б. А. Старостина, М., 1969 (1-е изд.), 1985 (3-е изд.):
- при транскрипции фамилий (в отличие от географических названий) может не передаваться различие между мягким ђ и твёрдым џ, а именно, вместо правил ђа → джя, ђо → джё, ђу → джю используются ђа → джа, ђо → джо, ђу → джу (Ђукановић → Джуканович и т. п.);
- вместо јо → йо (после гласных) / ьо (после согласных) встречается и передача јо → ё, особенно в случаях с прозрачной общеславянской этимологией;
- наряду с ља → ля, ље → ле, ња → ня, ње → не встречается передача со вставкой разделительного мягкого знака (ља → лья, ље → лье, ња → нья, ње → нье): Цетиње → Цетинье.

## Алфавит в Черногории
В Черногории используется два алфавита — вуковица и гаевица. В 2011 году в черногорский алфавит были добавлены буквы З́ и С́ (в латинице — Ź и Ś). Изначально планировалось добавить также букву Ѕ (в латинице — З). Их использование не обязательно. До 2016 года буквы использовались в официальных документах Черногории.
| Буква | Звук | Русская практическая транскрипция | Гаевица | Написание в других регионах (кириллица) | Латиница |
| ----- | ---- | --------------------------------- | ------- | --------------------------------------- | -------- |
| З́ з́   | [ʑ]  | жь                                | Ź ź     | Зј                                      | Zj       |
| С́ с́   | [ɕ]  | шь                                | Ś ś     | Сј                                      | Sj       |
| Ѕ ѕ   | [dz] | дз                                | З з     | Дз                                      | Dz       |